# Joseph August Bissinger
Joseph August Bissinger (* 18. Dezember 1814 in Mannheim, Großherzogtum Baden; † 19. Mai 1851 ebenda) war ein deutscher Landschaftsmaler der Düsseldorfer Schule.

## Leben
Bissinger war jüngster von drei Söhnen des Mannheimer Wein- und Speisegastwirts Karl Bissinger (1780–1847) und dessen Ehefrau Katharina, geborene Ludin (1782–1836). Seine Schwester Anna (1818–1893) heiratete 1840 den Juristen und liberalen Politiker Alexander von Soiron.
Gemäß dem Wunsch seiner Eltern wurde er nach gehobener Schulausbildung Kaufmann und arbeitete als Vertreter verschiedener Handelshäuser ab 1834 in Koblenz, Antwerpen, Épernay und Paris. In seiner Freizeit beschäftigte er sich mit Malerei, der er sich bereits als Heranwachsender und als Kaufmannslehrling gewidmet hatte, insbesondere durch Bekanntschaft mit einem Mannheimer Bühnenmaler, in dessen Werkstatt er verkehrte und begann, sich mit künstlerischen Techniken und Sujets vertraut zu machen. 1830 nahm er Privatunterricht bei dem Historien- und Landschaftsmaler Carl Friedrich Lessing in Düsseldorf. Außerdem ließ er sich nach dem Tod seiner Mutter, die die Malerei als Berufswunsch ihres Jüngsten stets abgelehnt hatte, ab 1836 von dem Landschaftsmaler Barend Cornelis Koekkoek in Kleve unterrichten. 1844 gab Bissinger seine kaufmännische Tätigkeit auf und wurde hauptberuflicher Landschaftsmaler. Studienreisen führten ihn nach Salzburg und Tirol, ferner nach Italien (Rom). 1845 trat er für einige Monate in Kleve in das Atelier von Koekkoek ein. Als freier Künstler lebte er auch an verschiedenen anderen Orten, etwa in München, Mannheim, Frankfurt am Main sowie ab 1848 zeitweise wieder in Düsseldorf, wo er sich von Johann Wilhelm Schirmer anleiten ließ und 1850/51 dem Künstlerverein Malkasten angehörte. Im August 1849 erkrankte er schwer. Wegen „Blutbrechens“ suchte er Erholung im milden Klima Weinheims. Im Jahr 1850 kehrte er von dort todkrank in seine Heimatstadt Mannheim zurück, wo er im folgenden Jahr 36-jährig starb.
Bissinger malte im Stil der Romantik Landschaftsbilder vom Harz, Taunus und Bergischen Land, von waldigen Hängen an der Bergstraße und von Uferlandschaften am Rhein, etwa am Niederrhein, sowie von italienischen Gebirgen. Ein großes Landschaftsgemälde erwarb Prinzessin Augusta für das Schloss Koblenz.